# فيلانوفا ديل غيبو
فيلانوفا ديل غيبو (بالإيطالية: Villanova del Ghebbo)‏ هي بلدية في مقاطعة رفيغة في منطقة فنيتة الإيطالية. تقع على بعد 70 كيلومترًا (43 ميلًا) جنوب غرب مدينة البندقية، و 10 كيلومترات (6 ميل) غرب رفيغة.